# مردم خوب (فیلم ۲۰۱۴)
مردم خوب (به انگلیسی: Good People) یا گریز ۲ فیلمی محصول سال ۲۰۱۴ و به کارگردانی هنریک روبن گنز است. در این فیلم بازیگرانی همچون جیمز فرانکو، کیت هادسن، عمر سی، تام ویلکینسون، سم اسپرول، آنا فریل، دیرمد مورتا، دایانا هاردکسل و الیور دیمسدیل ایفای نقش کرده‌اند.